# ماكسيم ريازانتسيف
ماكسيم ريازانتسيف (بالروسية: Рязанцев, Максим Николаевич)‏ هو لاعب كرة قدم روسي في مركز الوسط، ولد في 14 مارس 1977 في رايبانسك في روسيا. لعب مع أورال يكاترينبورغ.